# Lawrencio
El lawrencio o laurencio es un elemento sintético radiactivo de la tabla periódica de los elementos cuyo símbolo es Lr (anteriormente Lw) y su número atómico es 103. En la tabla periódica, se sitúa en el bloque d y en el período 7, y es el último elemento y el más pesado de la serie de los actínidos. Experimentos químicos confirmaron que el lawrencio se comporta homólogamente al lutecio y es químicamente similar a otros actínidos.
El lawrencio fue sintetizado por primera vez por el equipo de física nuclear del Laboratorio Nacional Lawrence Berkeley de la Universidad de California, dirigido por Albert Ghiorso. Los primeros átomos de lawrencio fueron producidos al bombardear un blanco de tres miligramos, compuesto de tres isótopos de californio con núcleos de boro-10 y boro-11 del Acelerador lineal de iones pesados. El equipo sugirió para el elemento el nombre lawrencio, en honor al físico estadounidense Ernest O. Lawrence, y el símbolo «Lw», aunque la IUPAC cambió el símbolo a «Lr» en 1963.
Todos los isótopos del lawrencio son radiactivos; su isótopo más estable conocido es 266Lr, con un periodo de semidesintegración de aproximadamente 11 horas. Todos los demás isótopos, excepto 260Lr, 261Lr, 262Lr, se desintegran con una vida menor a un minuto.

## Historia

### Descubrimiento
El lawrencio fue sintetizado por primera vez por el equipo de física nuclear integrado por Albert Ghiorso, Torbjørn Sikkeland, Almon Larsh, Robert M. Latimer, y sus colaboradores el 14 de febrero de 1961, en el Lawrence Radiation Laboratory —ahora llamado Lawrence Berkeley National Laboratory— de la Universidad de California. Los primeros átomos de lawrencio se produjeron mediante el bombardeo de un blanco de tres miligramos, compuesto por tres isótopos de californio, 10B y 11B desde el Acelerador lineal de iones pesados —HILAC por sus siglas en inglés—. El equipo de Berkeley informó que el isótopo 257Lr fue detectado de esta manera, y que se desintegró emitiendo una partícula alfa 8,6 MeV con un período de semidesintegración de unos ocho segundos. Esta identificación posteriormente se corrigió a 258Lr.
{\displaystyle \,_{98}^{252}\mathrm {Cf} +\,_{5}^{11}\mathrm {B} \to \,_{103}^{263-x}\mathrm {Lr} \to \,_{103}^{258}\mathrm {Lr} +5\,_{0}^{5}\mathrm {n} }
En 1967, investigadores en física nuclear en Dubna, Rusia, informaron de que no pudieron confirmar la asignación de un emisor alfa con un período de semidesintegración de ocho segundos al isótopo 257Lr. Posteriormente se dedujo que este isótopo se trataba de 258Lr. En su lugar, el equipo de Dubna reportó un isótopo con un período de semidesintegración de 45 segundos como 256Lr.
{\displaystyle \,_{95}^{243}\mathrm {Am} +\,_{8}^{18}\mathrm {O} \to \,_{103}^{261-x}\mathrm {Lr} \to \,_{103}^{256}\mathrm {Lr} +5\,_{0}^{5}\mathrm {n} }
Otros experimentos demostraron la química actínida del nuevo elemento, por lo que en 1970 fue conocido como el último actínido. En 1971 el equipo de física nuclear de la Universidad de California en Berkeley realizó con éxito toda una serie de experimentos dirigidos a la medición de las propiedades de desintegración nuclear de los isótopos de lawrencio con masa de 255 a 260.
En 1992 el grupo trans-fermio de la IUPAC —TWG por sus siglas en inglés— reconoció oficialmente a los equipos de física nuclear en Dubna y Berkeley como los codescubridores del lawrencio.

### Denominación

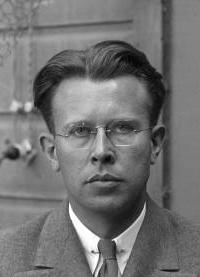
Ernest Orlando Lawrence

El origen del nombre, ratificado por la American Chemical Society, es una referencia al físico nuclear Ernest O. Lawrence de la Universidad de California, que inventó el acelerador de partículas de ciclotrón. Originalmente fue utilizado como símbolo Lw, pero finalmente le fue asignado el símbolo Lr. En agosto de 1997 la Unión Internacional de Química Pura y Aplicada ratificó el nombre lawrencio y el símbolo Lr durante una reunión en Ginebra.

## Características

### Estructura electrónica
El lawrencio es el elemento 103 en la tabla periódica. Es el primer miembro del bloque 6d; de acuerdo con la regla de Madelung, su configuración electrónica debería ser [Rn]7s25f146d1. Sin embargo, resultados de una investigación de mecánica cuántica sugieren que esta configuración es incorrecta, y es, de hecho, [Rn]7s25f147p1. No es posible una medición directa de esto. Aunque los primeros cálculos arrojaron resultados contradictorios, estudios más recientes confirman esta idea.
Una correlación estricta entre los bloques de la tabla periódica y las configuraciones de las capas orbitales para átomos neutros clasificaría al lawrencio como un metal de transición, ya que podría ser clasificado como un elemento del bloque d. Sin embargo, el lawrencio se clasifica como un elemento actínido, de acuerdo con las recomendaciones de la IUPAC.

### Propiedades químicas experimentales

#### Fase gaseosa
Los primeros estudios de fase gaseosa del lawrencio fueron reportados en 1969 por el equipo de física nuclear del Laboratorio Flerov de Reacciones Nucleares en la Unión Soviética. Este usó la reacción nuclear 243Am + 18O para producir núcleos de lawrencio, que luego fueron expuestos a una corriente de cloro gaseoso, y entonces se formó un producto de cloruro volátil. Este producto se dedujo que es 256LrCl3, y esto confirmó que el lawrencio típicamente es un elemento actínido.

#### Fase acuosa
Los primeros estudios en fase acuosa de lawrencio fueron reportados en 1970 por el equipo de física nuclear del Laboratorio Nacional Lawrence Berkeley en California. Este equipo utilizó la reacción nuclear 249Cf + 11B para producir núcleos de lawrencio y fue capaz de demostrar que el lawrencio forma un ion trivalente, similar a los de otros elementos actínidos, pero en contraste con el de nobelio. Otros experimentos en 1988 confirmaron la formación de un ion trivalente de lawrencio (III) utilizando cromatografía de intercambio de aniones, con un complejo de α-hidroxiisobutirato (α-HIB). Comparando el tiempo de elución con el de otros actínidos permitió determinar en 88,6 ± 0,3 picómetros el radio iónico de Lr3+. Los intentos por reducir el lawrencio en el tercer estado de ionización (III) al lawrencio (I) usando el potente agente reductor clorhidrato de hidroxilamina no tuvieron éxito.

## Nucleosíntesis

### Fusión
205Tl(50Ti,xn)255-xLr (x=2?)
Esta reacción se estudió en una serie de experimentos en 1976 por Yuri Oganessian y su equipo en el Laboratorio Flerov de Reacciones Nucleares (LFRN). Se proporcionaron pruebas de la formación de 253Lr en el canal de salida 2n.
 203Tl(50Ti,xn)253-xLr
Esta reacción se estudió en una serie de experimentos en 1976 por Yuri Oganessian y su equipo en el LFRN.
 208Pb(48Ti,pxn)255-xLr (x=1?)
Esta reacción fue reportada en 1984 por Yuri Oganessian en el LFRN. El equipo logró detectar desintegraciones de 246Cf, un producto descendiente de 254Lr.
 208Pb(45Sc,xn)253-xLr
Esta reacción también se estudió en una serie de experimentos en 1976 por Yuri Oganessian y su equipo en el LFRN. Los resultados no están disponibles.
 209Bi(48Ca,xn)257-xLr (x=2)
Esta reacción ha sido utilizada para estudiar las propiedades espectroscópicas de 255Lr. El equipo del Grand Accélérateur National d'Ions Lourds usó esta reacción en 2003 y el equipo del LFRN la usó entre 2004 y 2006 para proveer más información acerca del esquema de desintegración de 255Lr. El trabajo proporcionó evidencia de un nivel isomérico en 255Lr.

### Fusión en caliente
243Am(18O,xn)261-xLr (x=5)
Esta reacción se estudió por primera vez en 1965 por el equipo del LFRN. Este fue capaz de detectar actividad con una desintegración característica de 45 segundos, que fueron atribuidos a 256Lr o 257Lr. Trabajos posteriores sugirieron una asignación a 256Lr. Otros estudios en 1968 produjeron una actividad alfa de 8,35-8,60 MeV con una vida media de 35 segundos. Esta actividad también fue atribuida inicialmente a 256Lr o 257Lr y posteriormente solo a  256Lr.
 243Am(16O,xn)259-xLr (x=4)
Esta reacción se estudió en 1970 por el equipo del LFRN, que logró detectar una actividad alfa de 8,37 MeV, con una vida media de 22 segundos. Este fue atribuido a 255Lr.
 248Cm(15N,xn)263-xLr (x=3,4,5)
Esta reacción se estudió en 1971 por el equipo del LBNL en su estudio acerca de los isótopos de lawrencio, que pudo atribuir actividades alfa desde los canales de salida 3n a 5n, de los isótopos 260Lr, 259Lr y 258Lr.
 248Cm(18O,pxn)265-xLr (x=3,4)
Esta reacción se estudió en 1988 en el LBNL con el fin de evaluar la posibilidad de producir 262Lr y 261Lr sin tener que utilizar un blanco con el exótico isótopo 254Es. También se usó para tratar de medir una rama en la captura de electrones en 261mRf desde el canal de salida 5n.
Después de la extracción del componente Lr(III), se pudo medir la fisión espontánea de 261Lr con una vida media de 44 minutos. La sección transversal de la producción fue de 700 pb. Sobre esta base, un 14% de la rama de captura de electrones se calculó si este isótopo se produjo mediante el canal 5n, en lugar del canal p4n.
Un bombardeo de energía más bajo (93 MeV c.f. 97 MeV) se usó para medir la producción de 262 en el canal p3n. El isótopo se detectó exitosamente y se midió un rendimiento de 240 pb. El rendimiento fue más bajo del esperado, comparado con el canal p4n. Sin embargo los resultados se evaluaron para indicar que el 261Lr probablemente se produjo por un canal p3n y por lo tanto se sugirió un límite superior del 14% para la rama de captura de electrones de 261mRf.
 246Cm(14N,xn)260-xLr (x=3?)
Esta reacción se estudió brevemente en 1958 en el LBNL utilizando un blanco enriquecido de curio-244 (5 % 246Cm). Se observó una actividad alfa aproximada a 9 MeV con una vida media de alrededor de 0,25 segundos. Resultados posteriores sugirieron una asignación tentativa a 257Lr desde el canal 3n.
 244Cm(14N,xn)258-xLr
Esta reacción se estudió brevemente en 1958 en el LBNL utilizando un blanco enriquecido de 244Cm (5 % 246Cm). Se observó una actividad alfa aproximada a 9 MeV con una vida media de alrededor de 0,25 segundos. Resultados posteriores sugirieron una asignación tentativa a 257Lr desde el canal 3n con el componente 246Cm. No se reportaron actividades asociadas con la reacción con el componente 244Cm.
 249Bk(18O,αxn)263-xLr (x=3)
Esta reacción se estudió brevemente en 1971 por el equipo del LBNL en su estudio acerca de los isótopos de lawrencio, el cual logró detectar una actividad asignada a 260Lr. La reacción se repitió en 1988 para estudiar la química acuosa del lawrencio. Se midieron un total de 23 desintegraciones alfa de 260Lr, con una energía media de 8,03 MeV y una vida media de 2,7 minutos. La sección transversal calculada fue de 8,7 nb.
 252Cf(11B,xn)263-xLr (x=5,7??)
Esta reacción se estudió en 1961 en la Universidad de California por Albert Ghiorso, en la que se usó un blanco de californio (52 % de 252Cf). Se observaron tres actividades alfa de 8,6, 8,4 y 8,2 MeV, con vidas medias de entre 8 y 15 segundos, respectivamente. La actividad de 8,6 MeV fue atribuida tentativamente a 257Lr. Resultados posteriores sugirieron una reasignación a 258Lr, resultante del canal 5n. La actividad de 8,4 MeV también fue asignada a 257Lr. Resultados posteriores sugirieron una reasignación a 256Lr. Esto se debe probablemente del componente de 33 % de 250Cf en el blanco en vez del canal 7n. La actividad de 8,2 MeV fue asociada subsecuentemente con nobelio.
 252Cf(10B,xn)262-xLr (x=4,6)
Esta reacción se estudió por primera vez en 1961 en la Universidad de California por Albert Ghiorso, utilizando un blanco de californio (52% 252Cf). Se observaron tres actividades alfa de 8,6, 8,4 y 8,2 MeV, con vidas medias de entre 8 y 15 segundos, respectivamente. La actividad de 8,6 MeV fue atribuida tentativamente a 257Lr. Resultados posteriores sugirieron una reasignación a 258Lr. La actividad de 8,4 MeV también se asignó a 257. Resultados posteriores sugirieron una reasignación a 256Lr. La actividad de 8,2 MeV fue asociada subsecuentemente con nobelio.
 250Cf(15N,αxn)260-xLr (x=3)
Esta reacción se estudió en 1971 en el LBNL. Se identificó una actividad alfa de 0,7 s con dos líneas alfa en 8,87 y 8,82 MeV. Esta se asignó a 257Lr.
 249Cf(11B,xn)260-xLr (x=4)
Esta reacción se estudió por primera vez en 1970 en el LBNL en un intento de estudiar la químic acuosa del lawrencio. Se logró medir una actividad Lr3+. La reacción se repitió en 1976 en Oak Ridge, y se confirmó el tiempo de vida de 26 segundos del 256Lr a través de la medición de rayos X coincidentes.
 249Cf(12C,pxn)260-xLr (x=2)
Esta reacción se estudió en 1971 por el equipo del LBNL. Se detectó una actividad atribuida a 258Lr desde el canal p2n.
 249Cf(15N,αxn)260-xLr (x=2,3)
Esta reacción se estudió en 1971 por el equipo del LBNL. Se detectó una actividad atribuida a 258Lr y 257Lr desde los canales α2n y α3n. La reacción se repitió en 1976 en Oak Ridge y se confirmó la síntesis de 258Lr.
 254Es + 22Ne – transferencia
Esta reacción se estudió en el LBNL. Se detectaron nuevas actividades de fisión espontánea atribuidas a 261Lr y 262Lr, resultantes de la transferencia desde el núcleo de 22Ne al blanco de 254Es. Asimismo, una actividad de fisión espontánea de 5 ms de retraso se detectó en coincidencia con los rayos X de la capa K del nobelio, y fue asignada a 262No, resultante de la captura de electrones de 262Lr.

### Productos de desintegración
Se han identificado isótopos de lawrencio en la desintegración de elementos más pesados. Las observaciones hasta la fecha se resumen en la siguiente tabla:
| Núclido padre                      | Isótopo de lawrencio observado |
| ---------------------------------- | ------------------------------ |
| 267Bh, 263Db                       | 259Lr                          |
| 278Uut, 274Rg, 270Mt, 266Bh, 262Db | 258Lr                          |
| 261Db                              | 257Lr                          |
| 272Rg, 268Mt, 264Bh, 260Db         | 256Lr                          |
| 259Db                              | 255Lr                          |
| 266Mt, 262Bh, 258Db                | 254Lr                          |
| 261Bh, 257Dbg,m                    | 253Lrg,m                       |
| 260Bh, 256Db                       | 252Lr                          |

## Isótopos
Fueron sintetizados once isótopos de lawrencio más un isómero, siendo 262Lr el isótopo más pesado y el que tiene la vida más larga, con un período de semidesintegración de 216 minutos. 252Lr es el isótopo más liviano de lawrencio que se produjo hasta la fecha.
| Isótopo | Año de descubrimiento  | Reacción de descubrimiento |
| ------- | ---------------------- | -------------------------- |
| 252Lr   | 2001                   | 209Bi(50Ti,3n)             |
| 253Lrg  | 1985                   | 209Bi(50Ti,2n)             |
| 253Lrm  | 2001                   | 209Bi(50Ti,2n)             |
| 254Lr   | 1985                   | 209Bi(50Ti,n)              |
| 255Lr   | 1970                   | 243Am(16O,4n)              |
| 256Lr   | 1961? 1965? 1968? 1971 | 252Cf(10B,6n)              |
| 257Lr   | 1958? 1971             | 249Cf(15N,α3n)             |
| 258Lr   | 1961? 1971             | 249Cf(15N,α2n)             |
| 259Lr   | 1971                   | 248Cm(15N,4n)              |
| 260Lr   | 1971                   | 248Cm(15N,3n)              |
| 261Lr   | 1987                   | 254Es + 22Ne               |
| 262Lr   | 1987                   | 254Es + 22Ne               |

### Isomería nuclear
Un estudio acerca de las propiedades de desintegración del 257Db en el 2001 por Hessberger y otros en el GSI proporcionó algunos datos sobre la desintegración del 253Lr. El análisis de los datos indicó la población de dos niveles isoméricos en 253Lr desde la desintegración de los isómeros correspondientes en 257Db. Al estado basal se le asignó un espín y paridad de 7/2-, decayendo por emisión de una partícula alfa de 8794 KeV con una vida media de  0,57 segundos. El nivel isomérico se le asignó un espín y paridad de 1/2-, decayendo por emisión de una partícula alfa de 8722 KeV, con una vida media de 1,49 segundos.
Un trabajo reciente en la espectroscopía de 255Lr formada en la reacción 209Bi(48Ca,2n)255Lr proporcionó evidencia de un nivel isomérico.